# Aloe percrassa
Aloe percrassa ist eine Pflanzenart der Gattung der Aloen in der Unterfamilie der Affodillgewächse (Asphodeloideae). Das Artepitheton percrassa leitet sich von den lateinischen Worten per- für ‚sehr‘ sowie crassus für ‚dick‘ ab und verweist auf die sukkulenten Blätter der Art.

## Beschreibung

### Vegetative Merkmale
Aloe percrassa wächst stammlos oder stammbildend, ist einfach oder bildet Gruppen. Der aufrechte oder niederliegende Stamm erreicht eine Länge von bis zu 80 Zentimeter und ist 15 Zentimeter dick. Er ist mit toten Blätter bedeckt. Die 24 oder mehr deltoiden Laubblätter bilden eine dichte Rosette. Die glauk-grüne oder graugrüne, leicht bläulich bis rötlich überhauchte Blattspreite ist 40 bis 55 Zentimeter lang und 10 bis 15 Zentimeter breit. Bei jungen Trieben ist sie manchmal gefleckt. Die weißlichen bis rosarötlichen Zähne am Blattrand sind 3 bis 5 Millimeter lang und stehen 0,6 bis 16 Millimeter voneinander entfernt. Der Blattsaft trocknet gelb.

### Blütenstände und Blüten
Der Blütenstand weist fünf bis zwölf Zweige auf und erreicht eine Länge von 60 bis 80 Zentimeter. Die dichten, zylindrisch-konischen Trauben sind 12 bis 25 Zentimeter (selten ab 6,5 Zentimeter) lang und 5 bis 6 Zentimeter breit. Die eiförmig spitz zulaufenden Brakteen weisen eine Länge von 8 bis 20 Millimeter auf und sind 3 bis 6 Millimeter breit. Die scharlachroten Blüten sind an ihrer Mündung heller und stehen an 11 bis 20 Millimeter langen Blütenstielen. Sie sind 17 bis 23 Millimeter lang und an ihrer Basis kurz verschmälert. Auf Höhe des Fruchtknotens weisen die Blüten einen Durchmesser von 6 Millimeter auf. Darüber sind sie nicht verengt. Ihre äußeren Perigonblätter sind auf einer Länge von 5 bis 7 Millimetern nicht miteinander verwachsen. Die Staubblätter und der Griffel ragen kaum aus der Blüte heraus.

## Systematik und Verbreitung
Aloe percrassa ist in Eritrea und im  Nordosten von Äthiopien auf felsigen Hängen mit spärlicher Vegetation in Höhen von 2100 bis 2700 Metern verbreitet.
Die Erstbeschreibung durch Agostino Todaro wurde 1875 veröffentlicht.
Synonyme sind Aloe abyssinica var. percrassa (Tod.) Baker (1880), Aloe schimperi Schweinf. (1894, nom. illeg. ICBN-Artikel 53.1), Aloe oligospila Baker (1902) und Aloe schimperi G.Karst. & Schenk (1905, nom. illeg. ICBN-Artikel 53.1).

## Nachweise